# اس‌ام‌اس همدال
اس‌ام‌اس همدال (به انگلیسی: SMS Heimdall) یک کشتی دفاع ساحلی بود که طول آن ۷۹ متر (۲۵۹٫۲ فوت) بود. این کشتی در سال ۱۸۹۲ ساخته شد.